# Bassillac et Auberoche
Bassillac et Auberoche község Franciaország Új-Aquitania régiójában, Dordogne megyében. Új községként 2017. január 1-jén jött létre hat korábbi község: Bassillac, Blis-et-Born, Eyliac, Le Change, Milhac-d’Auberoche és Saint-Antoine-d’Auberoche egyesítésével. Lakosainak száma 4365 fő (2022. január 1.).

## Népesség
| Lakosok száma | 4424 | 4498 | 4456 | 4410 | 4364 | 4363 | 4365 |
|               | 2015 | 2017 | 2018 | 2019 | 2020 | 2021 | 2022 |